# Spongites fruticulosa
Spongites fruticulosa Kützing, 1841  é o nome botânico  de uma espécie de algas vermelhas pluricelulares do gênero Spongites, família Corallinaceae, subfamília Mastophoroideae.
- São algas marinhas encontradas na Europa, África, Ásia, América do Norte (México), Austrália e em algumas ilhas do Atlântico e Índico.

## Sinonímia
- Spongites fruticulosus  Kützing, 1841 (var. ort.)
- Spongites fruticulosa f. clavulata  Foslie
- Spongites fruticulosa f. crassiuscula  Foslie
- Lithothamnion fruticulosum f. ramulosa  (Philippi) Foslie
- Lithothamnion fruticulosus f. clavulata  Foslie
- Lithothamnion ramulosum  Philippi, 1837
- Spongites stalactitica  Kützing, 1841
- Melobesia fruticulosa  (Kützing) Decaisne, 1842
- Spongites ramulosa  (Philippi) Kützing, 1869
- Lithothamnion fasciculatum f. fruticulosum  (Kützing) Hauck, 1883
- Lithothamnion meneghianum  Vinassa, 1892
- Lithothamnion fruticulosum  (Kützing) Foslie, 1895
- Paraspora fruticulosa  (Kützing) Heydrich, 1900
- Goniolithon verrucosum  Foslie, 1900
- Lithophyllum verrucosum  (Foslie) Foslie, 1901
- Neogoniolithon verrucosum  (Foslie) Adey, 1970